# Caldogno
Caldogno (velenceiül Caldonjo) település Olaszországban, Veneto régióban, Vicenza megyében. Lakosainak száma 11 297 fő (2023. január 1.). Caldogno Costabissara, Dueville, Vicenza, Isola Vicentina és Villaverla községekkel határos.

## Népesség
A település népességének változása:
| Lakosok száma | 11 129 | 11 274 | 11 272 | 11 297 |
|               | 2009   | 2017   | 2018   | 2023   |